# Urta a la roteña
La urta a la roteña es un plato típico de Rota, una localidad de la provincia de Cádiz, cuyos ingredientes principales son la urta y las verduras, sobre todo tomate.

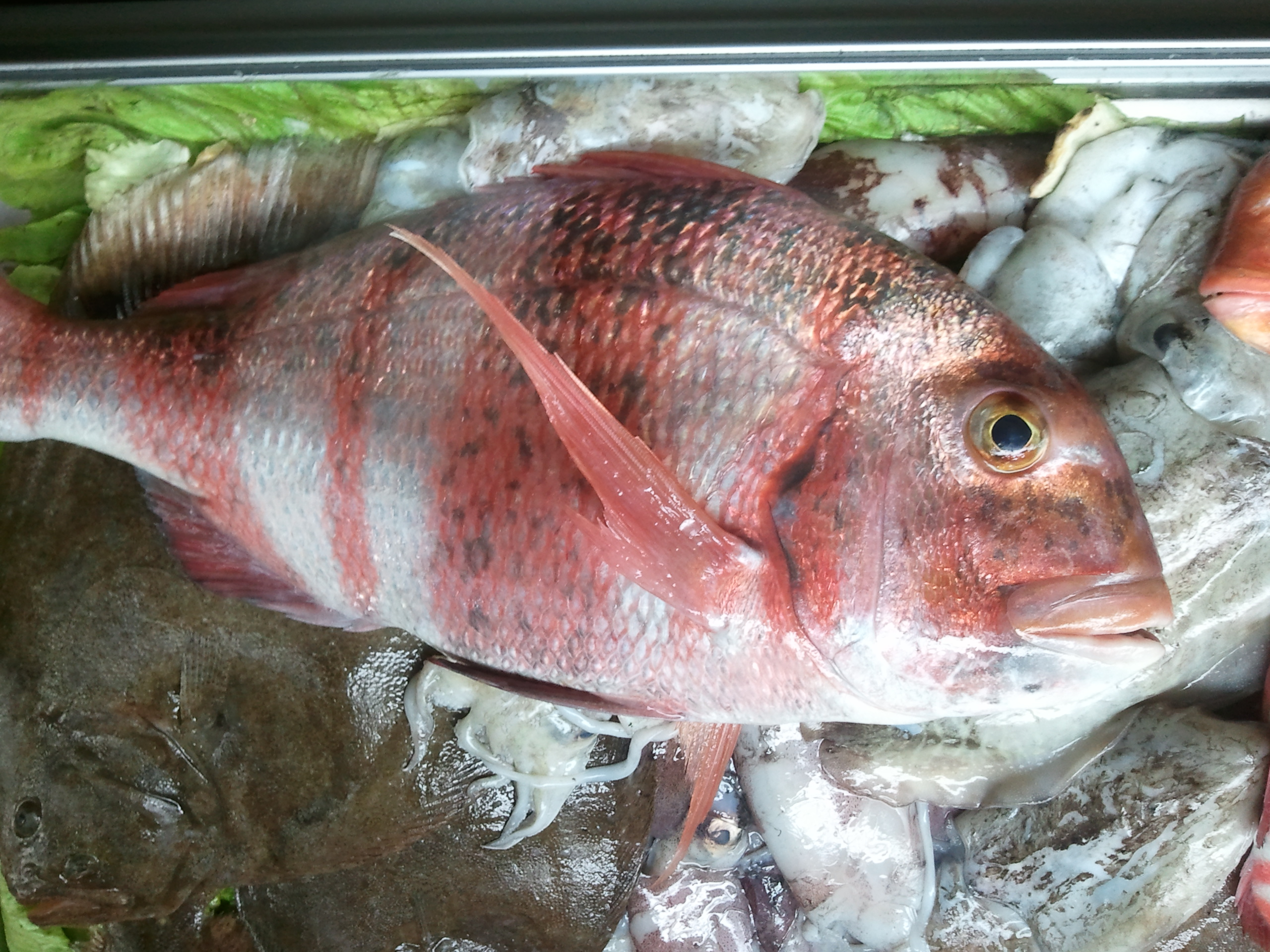
Urta en un restaurante gaditano

## Origen
El plato fue creado a principios del siglo XX. El cronista oficial de la Villa de Rota, José Antonio Martínez Ramos, señala que la urta fue en un principio un pescado que sólo consumían pescadores y mesas modestas al ser poco apreciado. A principios del siglo XX se tiene constancia de este plato en un restaurante; el primer cocinero que lo sirvió a sus clientes se llamaba Alonso Camacho, un roteño que oficiaba en el "Miramar", situado junto al puerto de la villa. La receta pronto se hizo famosa en toda Andalucía.